# Inge Keller

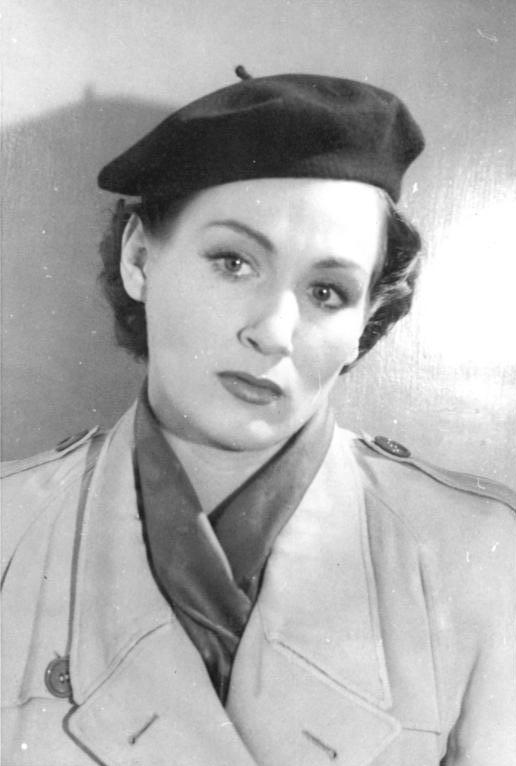
Inge Keller.

Inge Keller, född 15 december 1923 i Berlin, död 6 februari 2017 i samma stad, var en tysk skådespelare. Keller tillhörde de mest kända skådespelarna som verkade i Östtyskland.
Hon scendebuterade 1942 och kom under årens lopp att medverka i en stor mängd teateruppsättningar. Keller blev särskilt berömd för titelrollen i Goethes nytolkning av det grekiska dramat Ifigenia i Tauris som sattes upp på Deutsches Theater, Berlin 1963 av Wolfgang Langhoff. Under åren 1949-2012 medverkade Keller också i ett 70-tal filmer och TV-produktioner.